# بورسعيد الوطنية للصلب
بورسعيد الوطنية للصلب هي إحدى شركات مجموعة حديد المصريين تم إنشاء أول مصنع للشركة عام 2000 بتصميم لطاقة إنتاجية 350 ألف طن/ سنوياً من حديد التسليح والمقام في مدينة بورسعيد. وحصلت الشركة على ترخيص بإنشاء المصنع الثانى لها بمنطقة العين السخنة (تحت الإنشاء) باستخدام أعلى مستويات التكنولوجيا المقدمة من شركة دانيللي العالمية والمعروفة بالدرفلة اللانهائية لدرفلة البيليت مباشرة إلى حديد تسليح. تتميز تلك التكنولوجيا بتوفير الوقت والطاقة في إعادة شحن البيليت مما جعل المجموعة من الأوائل على مستوى العالم في تطبيق تلك التكنولوجيا. كما تستخدم المجموعة المستوى الثالث من التحكم الألي والتي تعتبر من أعلى التقنيات المتاحة حاليا في جميع أنحاء العالم. وتم تشغيل مصنع العين السخنة في الربع الثالث من عام 2016.
مصنع بورسعيد
| الموقع                           | المنطقة الصناعية - الرسوة - بورسعيد |
| إجمالي المساحة                   | 40 الف متر مربع                     |
| العمالة المباشرة والغير المباشرة | 2550 مهندس، فنيين، عاملين وموظفين   |
| الطاقة الانتاجية                 | 350,000 ا طن/ سنويا حديد التسليح    |

مصنع العين السخنة
| الموقع                           | المنطقة الاقتصادية قطاع شركة السويس للتنمية الصناعية السخنة السويس |
| إجمالي المساحة                   | 300 ألف متر مربع                                                   |
| العمالة المباشرة والغير المباشرة | 2700 مهندسين، فنيين، اعاملين وموظفين                               |
| الطاقة الانتاجية                 | 830,000 طن / سنوياً بيليت و 530,000 طن/ سنوياً حديد التسليح          |

## وصلات خارجية
- حديد المصريين على يوتيوب